# Chrono des Nations
Le Chrono des Nations est une course cycliste contre-la-montre française disputée aux Herbiers, en Vendée. Créé en 1982, il est disputé en octobre et clôt la saison professionnelle en France.

## Histoire de l'épreuve
Créé sous le nom de Chrono des Herbiers, il était d'abord réservé aux amateurs de 1982 à 1987 qui clôt la saison cycliste professionnelle en France. C'est ensuite devenu une épreuve « open », mêlant amateurs et professionnels jusqu'en 1994.  Depuis 1995, c'est une course professionnelle figurant au calendrier de l'Union cycliste internationale. Le Chrono des Herbiers a intégré l'UCI Europe Tour en 2005 en catégorie 1.1. À la suite de la disparition du Grand Prix des Nations, il a pris le nom de Chrono des Nations-Les Herbiers-Vendée en 2006.
Une compétition féminine a été créée en 1987. Des courses masculines espoirs et juniors sont également apparues en 1993 et 1997. En 2007 une catégorie juniors dames est créée puis en 2011 une catégorie cadet hommes.
En février 2019, le journaliste Thierry Adam devient le président du comité d'organisation. Il démissionne en mars 2024 et est remplacé par Marion Hérault-Garnier, speaker et commentatrice de courses cyclistes.
L'épreuve n'est pas organisée en 2020 en raison de la pandémie de Covid-19.

## Palmarès

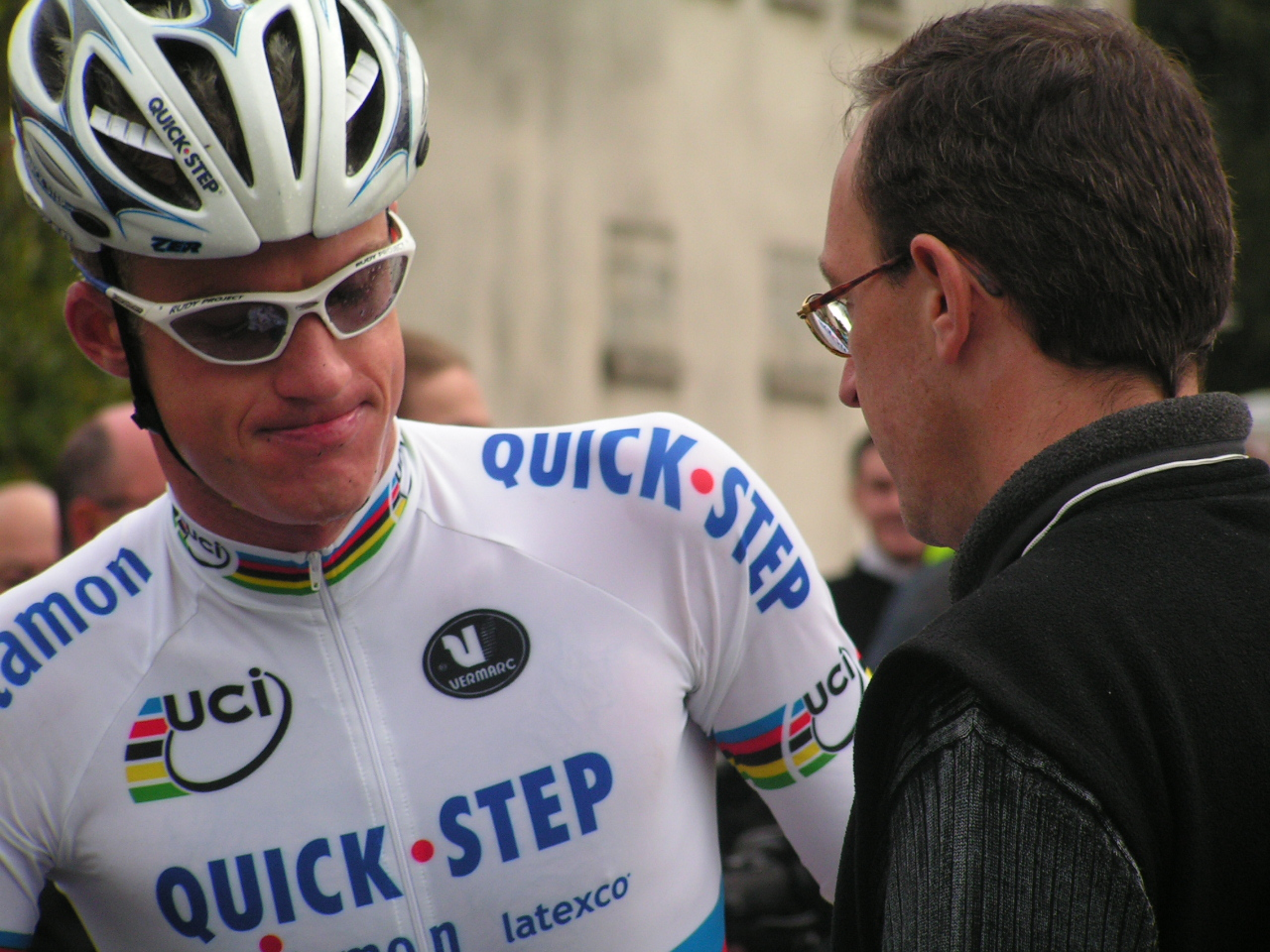
Le champion du monde du contre-la-montre Michael Rogers à l'arrivée du chrono des Herbiers 2004.

### Élites hommes
| Année | Vainqueur            | Deuxième               | Troisième             |
| ----- | -------------------- | ---------------------- | --------------------- |
| 1982  | Gary Dowdell         | Håkan Jensen           | Patrice Esnault       |
| 1983  | Dave Akam (en)       | Patrice Esnault        | Bruno Cornillet       |
| 1984  | Patrice Esnault      | Éric Dudoit            | Philippe Glowacz      |
| 1985  | Bernard Richard      | Claude Séguy           | Paul Quentel          |
| 1986  | Franck Petiteau      | Laurent Bezault        | Pascal Lance          |
| 1987  | Pascal Lance         | Franck Petiteau        | Armand de Las Cuevas  |
| 1988  | Pascal Lance         | Thomas Hartmann        | Philippe Bouvatier    |
| 1989  | Marco Jeletich       | Bernard Richard        | Thierry Dupuy         |
| 1990  | Jan Karlsson         | Francis Moreau         | Michael Rich          |
| 1991  | Jan Karlsson         | Thierry Marie          | Hervé Garel           |
| 1992  | Artūras Kasputis     | Marek Leśniewski       | Jan Karlsson          |
| 1993  | Chris Boardman       | Pascal Lance           | Eddy Seigneur         |
| 1994  | Pascal Lance         | Thierry Marie          | Jan Karlsson          |
| 1995  | Jan Karlsson         | Bert Roesems           | Andreas Walzer        |
| 1995  | Pascal Lance         | Marek Leśniewski       | Nicolas Aubier        |
| 1996  | Chris Boardman       | Laurent Brochard       | Neil Stephens         |
| 1997  | Serhiy Honchar       | Tony Rominger          | Francisque Teyssier   |
| 1998  | Serhiy Honchar       | Gilles Maignan         | Francisque Teyssier   |
| 1999  | Serhiy Honchar       | Gilles Maignan         | Christophe Moreau     |
| 2000  | Jean Nuttli          | Serhiy Honchar         | László Bodrogi        |
| 2001  | Jean Nuttli          | László Bodrogi         | Serhiy Honchar        |
| 2002  | Michael Rich         | Fabian Cancellara      | Bert Roesems          |
| 2003  | Michael Rich         | Bert Roesems           | Uwe Peschel           |
| 2004  | Bert Roesems         | Vladimir Gusev         | Sebastian Lang        |
| 2005  | Ondřej Sosenka       | Michael Rogers         | Vladimir Gusev        |
| 2006  | Raivis Belohvoščiks  | Brian Vandborg         | Matti Helminen        |
| 2007  | László Bodrogi       | Raivis Belohvoščiks    | Stef Clement          |
| 2008  | Stef Clement         | Manuel Quinziato       | Raivis Belohvoščiks   |
| 2009  | Alexandre Vinokourov | Jean-Christophe Péraud | Yuriy Krivtsov        |
| 2010  | David Millar         | Edvald Boasson Hagen   | Lieuwe Westra         |
| 2011  | Tony Martin          | Gustav Larsson         | Alex Dowsett          |
| 2012  | Tony Martin          | Sylvain Chavanel       | Taylor Phinney        |
| 2013  | Tony Martin          | Gustav Larsson         | Sylvain Chavanel      |
| 2014  | Sylvain Chavanel     | Jérémy Roy             | Reidar Borgersen      |
| 2015  | Vasil Kiryienka      | Marcin Białobłocki     | Johan Le Bon          |
| 2016  | Vasil Kiryienka      | Jonathan Castroviejo   | Martin Toft Madsen    |
| 2017  | Martin Toft Madsen   | Mikkel Bjerg           | Jonathan Castroviejo  |
| 2018  | Martin Toft Madsen   | Mikkel Bjerg           | Stéphane Rossetto     |
| 2019  | Jos van Emden        | Filippo Ganna          | Primož Roglič         |
| 2020  | annulé               | annulé                 | annulé                |
| 2021  | Stefan Küng          | Martin Toft Madsen     | Alessandro De Marchi  |
| 2022  | Stefan Küng          | Tobias Foss            | Matteo Sobrero        |
| 2023  | Joshua Tarling       | Remco Evenepoel        | Stefan Bissegger      |
| 2024  | Stefan Küng          | Jay Vine               | Johan Price-Pejtersen |

Deux épreuves sont disputées (une amateurs et une professionnelle) en 1995.

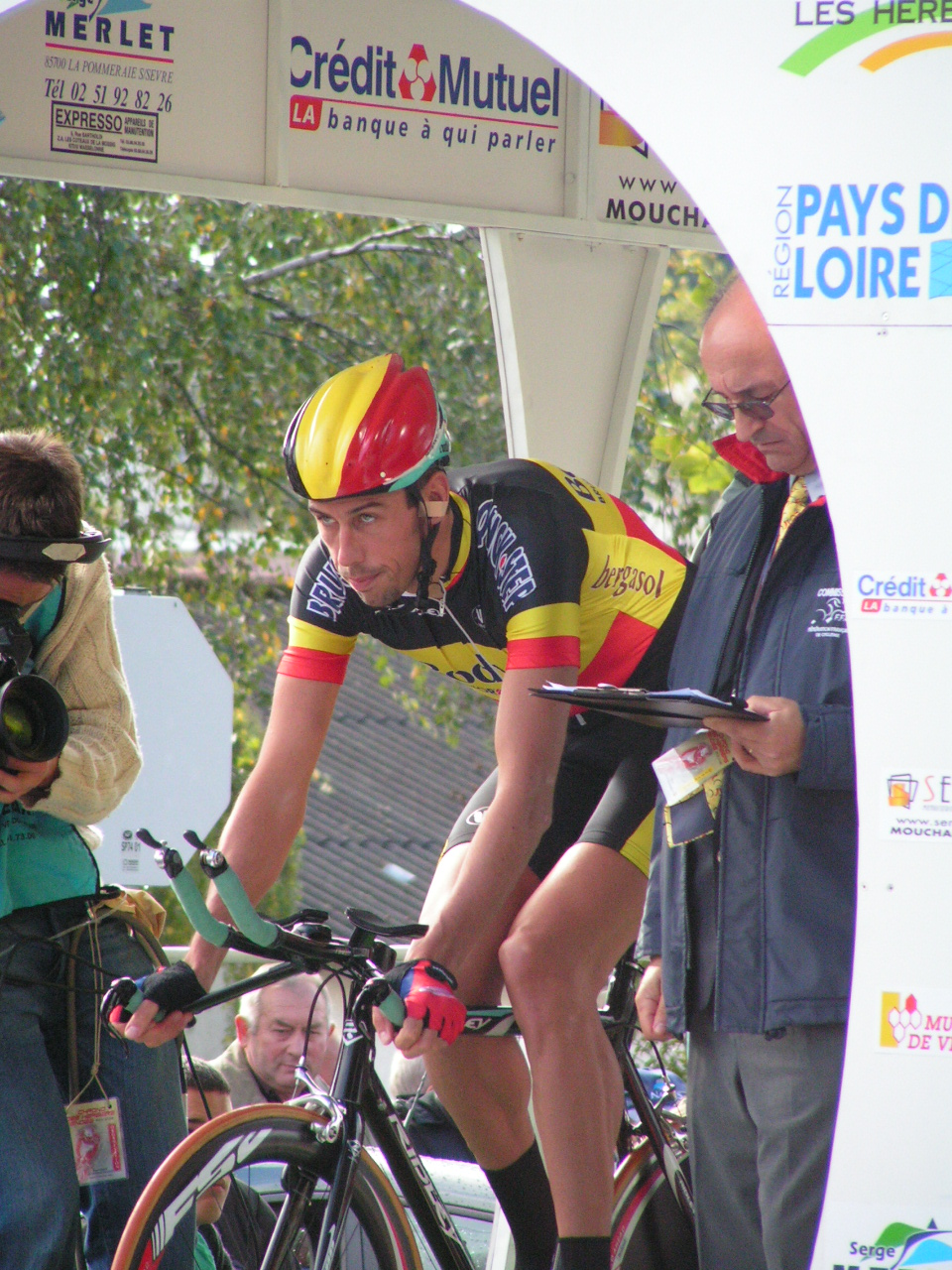
Bert Roesems au départ
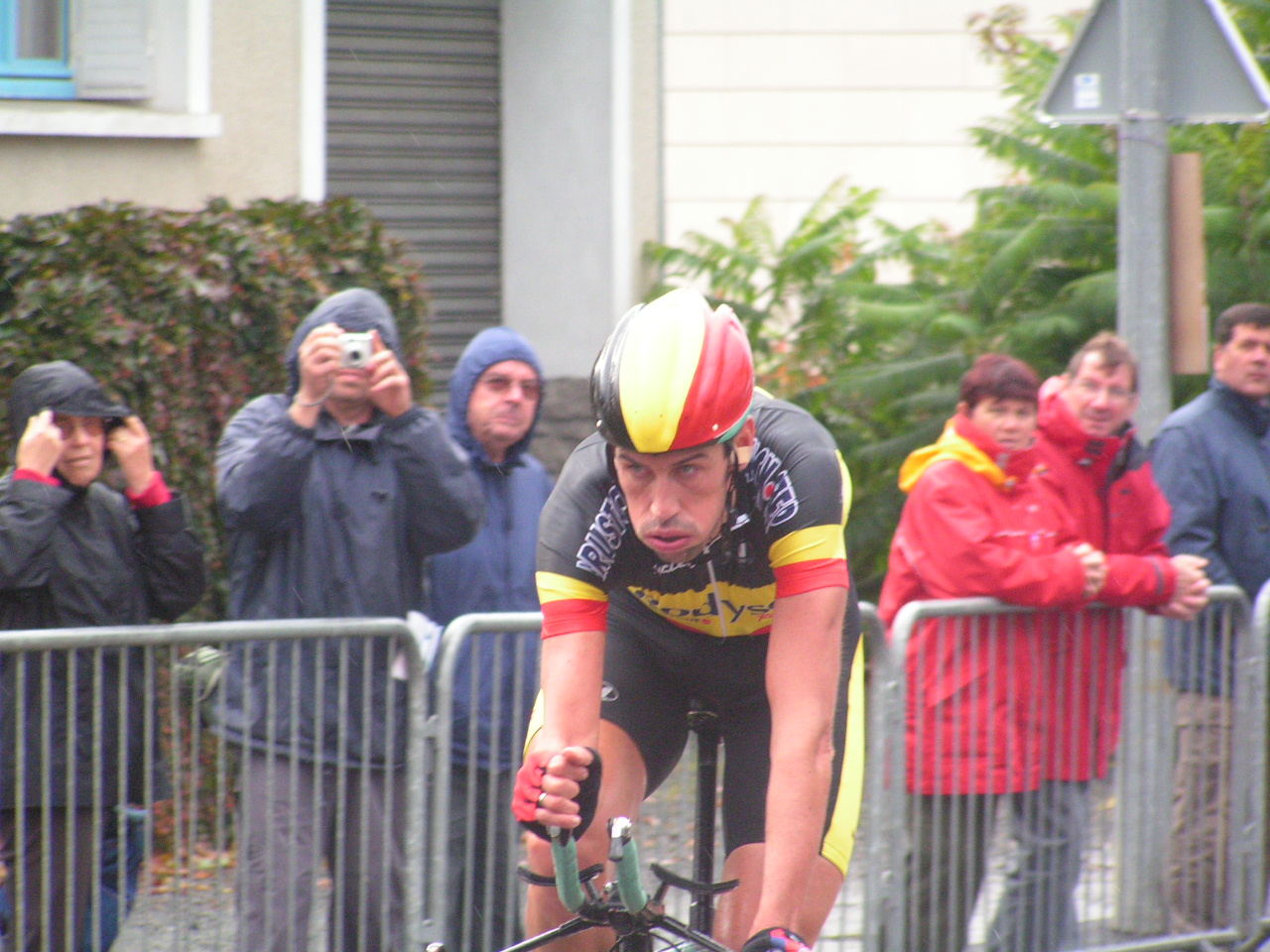
Bert Roesems à l'arrivée
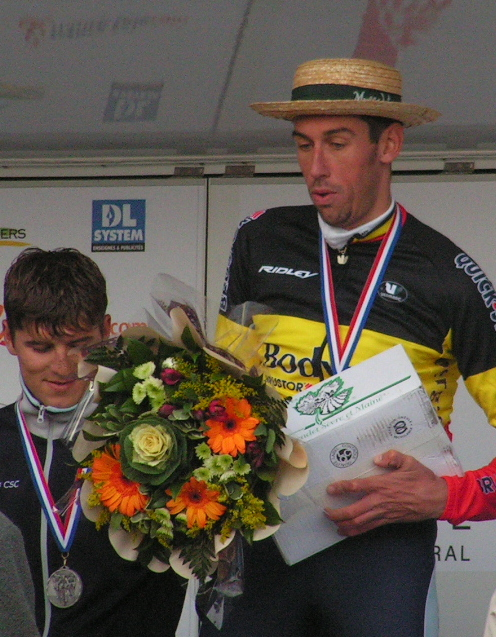
Bert Roesems reçoit du muscadet de Monnières sur le podium

### Élites femmes
| Année                                  | Vainqueur            | Deuxième                | Troisième                 |                  |
| -------------------------------------- | -------------------- | ----------------------- | ------------------------- | ---------------- |
| Chrono des Herbiers                    |                      |                         |                           |                  |
| 1987                                   | Jeannie Longo        | Cécile Odin             | Roberta Bonanomi          |                  |
| 1988                                   | Maria Canins         | Cécile Odin             | Annie Rebière             |                  |
| 1989                                   | Maria Canins         | Nathalie Six            | Fiona Madden              |                  |
| 1990                                   | Astrid Schop         | Fiona Madden            | Leontien van Moorsel      |                  |
| 1991                                   | Nathalie Gendron     | Astrid Schop            | Laurence Leboucher        |                  |
| 1992                                   | Jeannie Longo        | Barbara Erdin-Ganz      | Luzia Zberg               |                  |
| 1993                                   | Roselyne Riou-Chalon | Georgina Pechard        | Margareth Castel-Heurtaux |                  |
| 1994                                   | Marion Clignet       | Roselyne Riou-Chalon    | Maryline Salvetat         |                  |
| 1995                                   | Jeannie Longo        | Roselyne Riou-Chalon    | Chrystèle Richard         |                  |
| 1996                                   | Chrystèle Richard    | Maryline Salvetat       | Françoise Leprod'homme    |                  |
| 1997                                   | Zulfiya Zabirova     | Maryline Salvetat       | Roselyne Riou-Chalon      |                  |
| 1998                                   | Zulfiya Zabirova     | Géraldine Loewenguth    | Florence Marrens          |                  |
| 1999                                   | Zulfiya Zabirova     | Géraldine Loewenguth    | Valentina Polkhanova      |                  |
| 2000                                   | Jeannie Longo        | Géraldine Loewenguth    | Maryline Salvetat         |                  |
| 2001                                   | Edwige Pitel         | Blandine Camus          | Élodie Touffet            |                  |
| 2002                                   | Zulfiya Zabirova     | Jeannie Longo           | Cathy Moncassin-Prime     |                  |
| 2003                                   | Margaret Hemsley     | Joane Somarriba         | Kathy Watt                |                  |
| 2004                                   | Edwige Pitel         | Kathy Watt              | Zulfiya Zabirova          |                  |
| 2005                                   | Edwige Pitel         | Priska Doppmann         | Marina Jaunâtre           |                  |
| Chrono des Nations-Les Herbiers Vendée |                      |                         |                           |                  |
| 2006                                   | Priska Doppmann      | Zulfiya Zabirova        | Marina Jaunâtre           |                  |
| 2007                                   | Susanne Ljungskog    | Bridie O'Donnell        | Priska Doppmann           |                  |
| 2008                                   | Susanne Ljungskog    | Jeannie Longo           | Charlotte Becker          |                  |
| 2009                                   | Jeannie Longo        | Trine Schmidt           | Julia Shaw                |                  |
| 2010                                   | Jeannie Longo        | Amber Neben             | Edwige Pitel              |                  |
| 2011                                   | Amber Neben          | Kristin Armstrong       | Olga Zabelinskaïa         |                  |
| 2012                                   | Amber Neben          | Alison Tetrick          | Edwige Pitel              |                  |
| 2013                                   | Hanna Solovey        | Alison Tetrick          | Elisa Longo Borghini      |                  |
| 2014                                   | Hanna Solovey        | Alison Tetrick          | Mélodie Lesueur           |                  |
| 2015                                   | Tatiana Antoshina    | Hanna Solovey           | Ann-Sophie Duyck          |                  |
| 2016                                   | Ann-Sophie Duyck     | Hayley Simmonds         | Lotta Lepistö             |                  |
| 2017                                   | Audrey Cordon-Ragot  | Ann-Sophie Duyck        | Hayley Simmonds           |                  |
| 2018                                   | Olga Zabelinskaïa    | Emma Norsgaard          | Audrey Cordon-Ragot       |                  |
| 2019                                   | Leah Thomas          | Vita Heine              | Emma Norsgaard            |                  |
| 2020                                   | annulé/abandonné     | annulé/abandonné        | annulé/abandonné          | annulé/abandonné |
| 2021                                   | Marlen Reusser       | Anna Kiesenhofer        | Mieke Kröger              |                  |
| 2022                                   | Ellen van Dijk       | Valeriya Kononenko      | Amber Neben               |                  |
| 2023                                   | Anna Kiesenhofer     | Christina Schweinberger | Valeriya Kononenko        |                  |
| 2024                                   | Grace Brown          | Vittoria Guazzini       | Anna Kiesenhofer          |                  |
| 2025                                   |                      |                         |                           |                  |

### Moins de 23 ans hommes
| Année | Vainqueur           | Deuxième              | Troisième          |
| ----- | ------------------- | --------------------- | ------------------ |
| 1993  | Sébastien Noël      | Samuel Renaux         | Roman Krylov       |
| 1994  | Sébastien Noël      | Samuel Renaux         | Gilles Rouyau      |
| 1995  | Anthony Morin       | Guillaume Auger       | Damien Nazon       |
| 1996  | Florent Brard       | László Bodrogi        | Christophe Barbier |
| 1997  | Guillaume Auger     | László Bodrogi        | Stefano Panetta    |
| 1998  | Oleg Joukov         | László Bodrogi        | Florent Brard      |
| 1999  | Yuriy Krivtsov      | Christian Poos        | Éric Trokimo       |
| 2000  | Niels Brouzes       | Yuriy Krivtsov        | Mariusz Witecki    |
| 2001  | Yuriy Krivtsov      | Xavier Pache          | David Le Lay       |
| 2002  | Gianluca Moi        | Jochen Rochau         | Damien Monier      |
| 2003  | Damien Monier       | Émilien-Benoît Bergès | Jean Zen           |
| 2004  | Olivier Kaisen      | Florian Morizot       | Nicolas Rousseau   |
| 2005  | Dimitri Champion    | Michael Muck (de)     | Nicolas Baldo      |
| 2006  | Dominique Cornu     | Yoann Offredo         | Stéphane Rossetto  |
| 2007  | Michael Færk        | Yoann Offredo         | Alexandre Roux     |
| 2008  | Julien Fouchard     | Fabien Taillefer      | Daniel Kreutzfeldt |
| 2009  | Romain Lemarchand   | Étienne Pieret        | Nicolas Boisson    |
| 2010  | Alex Dowsett        | Romain Bacon          | Nicolas Bonnet     |
| 2011  | Yoann Paillot       | Erwan Téguel          | Pierre Lebreton    |
| 2012  | Yoann Paillot       | Joseph Perrett        | Alexis Guérin      |
| 2013  | Ryan Mullen         | Bruno Armirail        | Alexis Guérin      |
| 2014  | Alexis Dulin        | Rémi Cavagna          | Edmund Bradbury    |
| 2015  | Truls Engen Korsæth | Julian Braun          | Louis Pijourlet    |
| 2016  | Louis Louvet        | Maxime Roger          | Louis Pijourlet    |
| 2017  | Mathias Norsgaard   | Christoffer Lisson    | Louis Louvet       |
| 2018  | Mathias Norsgaard   | Alexys Brunel         | Matt Langworthy    |
| 2019  | Jasper De Plus      | Mathias Norsgaard     | Clément Davy       |
| 2020  | annulé              | annulé                | annulé             |
| 2021  | Antoine Devanne     | Branko Huys           | Jon Knolle         |
| 2022  | Alec Segaert        | Søren Wærenskjold     | Pierre Thierry     |
| 2023  | Kacper Gieryk       | Maximilian Cushway    | Jonas Walton       |
| 2024  | Jakob Söderqvist    | Luca Giaimi           | Jonathan Vervenne  |

### Juniors hommes
| Année | Vainqueur          | Deuxième                | Troisième         |
| ----- | ------------------ | ----------------------- | ----------------- |
| 1997  | Fabrice Salanson   | Anthony Michelet        | Sandy Casar       |
| 1998  | Éric Trokimo       | Anthony Geslin          | Guillaume Reux    |
| 1999  | Hedson Mathieu     | Ludovic Lanceleur       | Niels Brouzes     |
| 2000  | Nicolas Rousseau   | Charly Carlier          | Alexandre Pichot  |
| 2001  | Nicolas Rousseau   | Olivier Kaisen          | Thierry Hupond    |
| 2002  | Sébastien Coeffier | Romain Feillu           | Sébastien Turgot  |
| 2003  | Damien Gaudin      | Anthony Martin          | Dmytro Krivtsov   |
| 2004  | Alexandre Binet    | Anthony Martin          | Damien Gaudin     |
| 2005  | Sébastien Ivars    | Tony Gallopin           | Stéphane Rossetto |
| 2006  | Tony Gallopin      | Étienne Pieret          | Yann Moritz       |
| 2007  | Fabien Taillefer   | Romain Bacon            | Aurélien Corbin   |
| 2008  | Romain Bacon       | Kévin Labèque           | Adrien Petit      |
| 2009  | Anthony Saux       | Yoann Paillot           | Jimmy Turgis      |
| 2010  | Alliaume Leblond   | Jauffrey Bétouigt-Suire | Pierre Almeida    |
| 2011  | Paul Moerland      | Guillaume Thévenot      | Thomas Bourreau   |
| 2012  | Ryan Mullen        | David Michaud           | Maxime Piveteau   |
| 2013  | Igor Decraene      | Élie Gesbert            | Martin Palm       |
| 2014  | Filippo Ganna      | Thomas Denis            | Martin Palm       |
| 2015  | Nazar Lahodych     | Julien Souton           | Thomas Denis      |
| 2016  | Alexys Brunel      | Sébastien Grignard      | Émilien Jeannière |
| 2017  | Sébastien Grignard | Antoine Raugel          | Thomas Delphis    |
| 2018  | Remco Evenepoel    | Donavan Grondin         | Joshua Sandman    |
| 2019  | Hugo Page          | Joris Kroon             | Alex Baudin       |
| 2020  | annulé             | annulé                  | annulé            |
| 2021  | Alec Segaert       | Darren Rafferty         | Eddy Le Huitouze  |
| 2022  | Joshua Tarling     | Titouan Fontaine        | Baptiste Gillet   |
| 2023  | Davide Donati      | Finlay Tarling          | Adam Rafferty     |
| 2024  | Seth Dunwoody      | Ellande Larronde        | Thibaut Van Damme |

### Juniors femmes
| Année | Vainqueur              | Deuxième            | Troisième            |
| ----- | ---------------------- | ------------------- | -------------------- |
| 2007  | Audrey Cordon          | Jennifer Letue      | Élodie Le Bail       |
| 2008  | Mélodie Lesueur        | Jennifer Letue      | Margot Ortega        |
| 2009  | Pauline Ferrand-Prévot | Aude Biannic        | Alexia Muffat        |
| 2010  | Hanna Solovey          | Alexia Muffat       | Mathilde Favre       |
| 2011  | Pauliena Rooijakkers   | Mathilde Favre      | Eugénie Duval        |
| 2012  | Manon Bourdiaux        | Kseniya Dobrynina   | Marine Strappazzon   |
| 2013  | Séverine Eraud         | Fanny Zambon        | Olena Demydova       |
| 2014  | Marion Borras          | Greta Richioud      | Fanny Zambon         |
| 2015  | Marion Borras          | Henrietta Colborne  | Typhaine Laurance    |
| 2016  | Dorine Granade         | Lisa Morzenti       | Clara Copponi        |
| 2017  | Marie Le Net           | Dorine Granade      | Alana Castrique      |
| 2018  | Rozemarijn Ammerlaan   | Zoé Delachaux       | Maryanne Hinault     |
| 2019  | Maëva Squiban          | Florian Huet        | Glorija Van Mechelen |
| 2020  | annulé                 | annulé              | annulé               |
| 2021  | Bénédicte Ollier       | Faustine Croguennoc | Coline Raby          |
| 2022  | Églantine Rayer        | Aurore Pernollet    | Clémence Chéreau     |
| 2023  | Léane Tabu             | Titia Ryo           | Alice Toniolli       |
| 2024  | Luca Vierstraete       | Ambre Jouault       | Milana Ushakova      |

### Cadets hommes

#### Palmarès
| Année | Vainqueur              | Deuxième                  | Troisième        |
| ----- | ---------------------- | ------------------------- | ---------------- |
| 2011  | Jérémy Defaye          | Kilian Guillot            | Clément Orceau   |
| 2012  | Jérémy Defaye          | Filippo Ganna             | Martin Palm      |
| 2013  | Clément Bétouigt-Suire | Louis Louvet              | Maxime Gressier  |
| 2014  | Clément Bétouigt-Suire | Tom Douhard               | Clément Davy     |
| 2015  | Donavan Grondin        | Florentin Lecamus-Lambert | Rémi Huens       |
| 2016  | Donavan Grondin        | Samuele Manfredi          | Hugo Page        |
| 2017  | Hugo Page              | Colin Jacquemin           | Kévin Vauquelin  |
| 2018  | Manuel Oioli           | Eddy Le Huitouze          | Lorenzo Germani  |
| 2019  | Cian Uijtdebroeks      | Eddy Le Huitouze          | Noah Detalle     |
| 2020  | annulé                 | annulé                    | annulé           |
| 2021  | Arthur Blaise          | Ilian Barhoumi            | Titouan Fontaine |
| 2022  | Hugo Boucher           | Similien Hamon            | Eliott Boulet    |
| 2023  | Hugo Boucher           | René Messely              | Gaspard Presse   |
| 2024  | Antoine Salamin        | Gabriel Genter            | René Messely     |

#### Multiples victoires
|   | Nom                    | Nombre de victoires | Éditions remportées |
| - | ---------------------- | ------------------- | ------------------- |
| 1 | Jérémy Defaye          | 2                   | 2011 et 2012        |
| 1 | Clément Bétouigt-Suire | 2                   | 2013 et 2014        |
| 1 | Donavan Grondin        | 2                   | 2015 et 2016        |
| 1 | Hugo Boucher           | 2                   | 2022 et 2023        |

### Cadettes femmes

#### Palmarès
| Année | Vainqueur        | Deuxième           | Troisième        |
| ----- | ---------------- | ------------------ | ---------------- |
| 2014  | Pauline Valognes |                    |                  |
| 2015  | Clara Copponi    | Marie Le Net       | Maryanne Hinault |
| 2016  | Victoire Berteau | Marie Le Net       | Maryanne Hinault |
| 2017  | Victoria Cushing | Flavie Bassière    | Lina Svarinska   |
| 2018  | Francesca Barale | Kristina Nenadovic | Lorie Belouze    |
| 2019  | Francesca Barale | Jade Labastugue    | Bénédicte Ollier |
| 2020  | annulé           | annulé             | annulé           |
| 2021  | Alice Bredard    | Sophie Bodrogi     | Léane Tabu       |
| 2022  | Léane Tabu       | Emma Sanchez       | Léonie Mahieu    |
| 2023  | Zoé Bihan        | Karla Saintillan   | Linda Rapporti   |
| 2024  | Zoé Bihan        | Ilena Simon        | Romane Prioul    |

#### Multiples victoires
| Nom              | Nombre de victoires | Éditions remportées |
| ---------------- | ------------------- | ------------------- |
| Francesca Barale | 2                   | 2018 et 2019        |
| Zoé Bihan        | 2                   | 2023 et 2024        |